# Gitte Hænning
Gitte Hænning (Aarhus , Dinamarca, 29 de junho de 1946-) melhor conhecida como   Gitte, é uma cantora e atriz dinamarquesa que saltou para a fama como estrela infantil na década de 1950. 

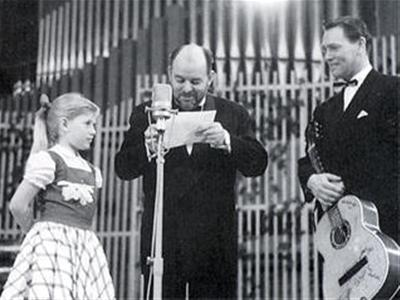
Gitte e o pai Otto em 1957

## História
Dado que o seu apelido é difícil de pronunciar, é melhor conhecida no resto da Europa pelo primeiro nome e não pelo apelido. Ela partiu para a Suécia em 1958. O seu primeiro sucesso na Suécia foi Tror du jag ljuger em 1961. Enquanto adolescente, Gitte cantou várias canções com sucesso em alemão, inglês, italiano e claro na sua língua nativa dinamarquês, como por exemplo Amo Johnny, Parla, La Mela e Il Ricordo.O seu primeiro êxito em alemão foi Ich will 'nen Cowboy als Mann. O single vendeu 1,5 milhão de cópias em meados de 1965, ganhando Gitte um disco de ouro.
Como atriz, Gitte entrou em várias películas, peças de teatro e programas de televisão na Alemanha, Dinamarca e Suécia.

## Festival da Eurovisão
Gitte tentou representar a Dinamarca  em 1962 com a canção  Jeg Snakker med mig Selv, mas a canção foi desqualificada porque o compositor  Sejr Volmer-Sørensen havia assobiado a canção na sala de jantar da  DR. Participou no Festival Eurovisão da Canção 1973, representando a Alemanha  com a canção Junger Tag ("Dia Jovem"), terminando em 9.º lugar, entre 17 países participantes. Tentou regressar à Eurovisão através do Luxemburgo em 1978, com a canção Rien qu'une femme, mas a final luxemburguesa foi ganha pelo  dúo espanhol Baccara com a canção Parlez-vous français?.

## Da década de 1960 ao século XXI

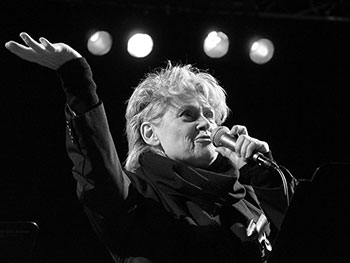
Haenning cantando em 2014 em Aarhus, a sua cidade natal.

Gitte se consolidou como umas das cantoras europeias como mais sucesso pós Segunda Guerra Mundial, em especial na Alemanha e no seu país natal, a Dinamarca. Em 1968, gravou um álbum de jazz, em conjunto com aKenny Clarke/Francy Boland Big Band. 
Formou um duo com  Rex Gildo, chamado "Gitte & Rex". 
As canções de Gitte manter-se-iam nas listas alemãs de discos nas décadas seguintes, apesar de não ter o mesmo sucesso como na década de 1960. Na década de 1980 mudou a sua imagem e realizou uma música mais "adulta". Ganhou vários prémios como cantora e atriz, Uma série de compilações de álbuns foram publicados recentemente na Alemanha, entre eles uma biografia em DVD. 

Entre 2004 e 2006, juntamente com Wencke Myhre e Siw Malmkvist, realizou uma série de tournés pela Europa.  

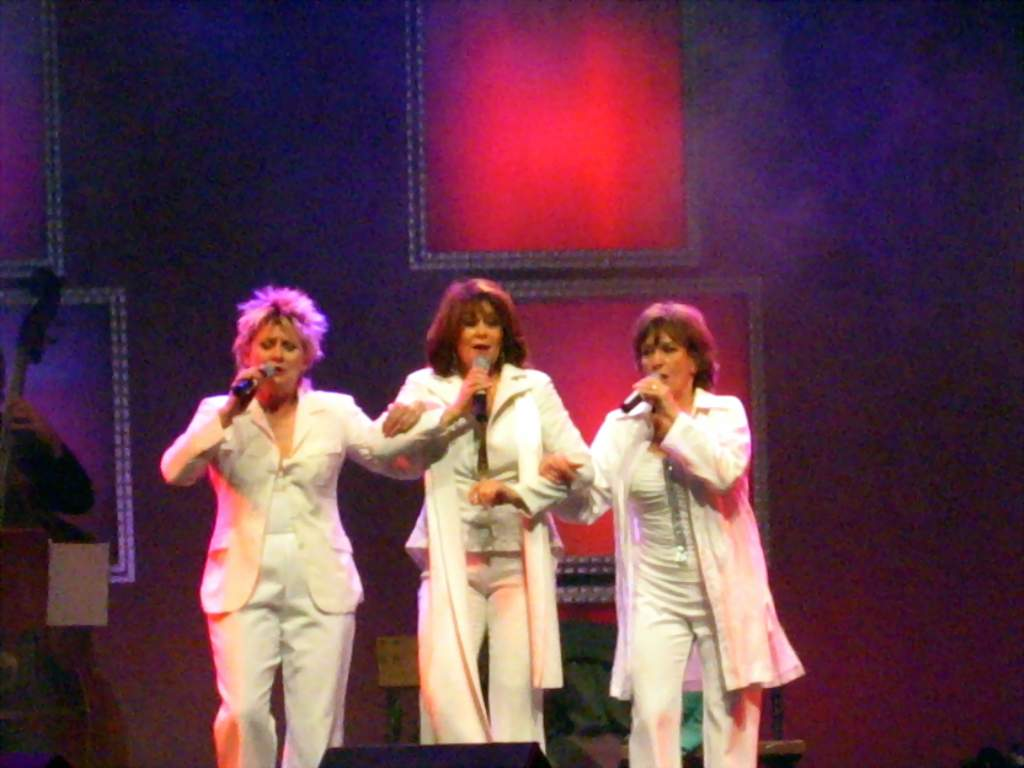
Gitte juntamente com Wencke Myhre e Siw Malmkvist em (2005).

## Discografia

### Álbuns
1967: Jeder Boy ist anders
1968: Stop die Boys
1969: My Kind of World (Neuveröffentlichung 2005: Gitte Hænning Meets the Francy Boland Kenny Clarke Big Band)
1975: Ich bin kein Kind von Traurigkeit
1976: Was wär’ ich ohne dich
1977: Regenbogen
1980: Bleib noch bis zum Sonntag (D #42)
1982: Ungeschminkt
1983: Berührungen (D #9)
1987: Jetzt erst recht
1993: Liebster
1998: My Favorite Songs
2004: Johansson
2010: Was ihr wollt (D #94)

### Ao Vivo
1984: Mit Lampenfieber auf Tournee (D #56)
2001: Songs for My Father
2004: Jazz
2005: Gitte, Wencke, Siw – Die Show (D #100)

### Compilações
1974: Begegnung mit Gitte
1986: Meilensteine
1991: Love Songs
1995: Gitte - Einfach das Beste
1999: Ich will ’nen Cowboy als Mann – Die Singles 1959–1963
1999: Nur ein bisschen Glück – Die Singles 1963–1967
2007: Ich will alles – Die Gitte Hænning Story
2007: Misty

### Singles
- 1959–1969

1959: Keine Schule morgen (No School Tomorrow)
1960: Jung sein ist nicht so leicht (Heartaches at Sweet Sixteen)
1960: I’m Sorry
1961: Das kommt davon (Breakin’ in a Brand New Heart)
1963: Ich will ’nen Cowboy als Mann (D #1)
1963: Vom Stadtpark die Laternen (Duett mit Rex Gildo, D #1)
1964: Nur ein bißchen Glück (D #17)
1964: Zwei auf einer Bank (Duett mit Rex Gildo, D #13)
1964: Jetzt dreht die Welt sich nur um dich (Duett mit Rex Gildo, D #8)
1964: Wenn du musikalisch bist
1964: Hokuspokus (Duett mit Rex Gildo, D #15)
1964: Das ist der Blue Beat (D #46)
1965: Nashville Tennessee (D #34)
1965: Dein ist mein Glück (Duett mit Rex Gildo, D #20)
1965: Sweet Hawaii (Duett mit Rex Gildo, D #33)
1965: Er hat ein Motorboot (D #29)
1965: … und der Himmel weint (You Were on My Mind)
1966: Man muß schließlich auch mal nein sagen können (D #14)
1967: Ich mach Protest (D #17)
1967: Wie deine Mutter ist (D #21)
1967: Liebe ist doch kein Ringelreih’n (D #25)
1968: Probleme (D #22)
1968: Aber heimlich (D #25)
1968: Die Souvenirs von dir (Sweet Souvenirs of Stefan)
1969: Millionär (D #26)
1969: Weiße Rosen (D #13)
- 1970–1979

1970: Mini oder Maxi
1970: Dann kamst du (D #28)
1971: Regenbogen (D #48)
1972: Der Mann aus Sacramento (Sacramento – A Wonderful Town)
1972: Alle wollen nur das Eine (Loco por ti)
1973: Junger Tag (D #19)
1973: Dann kommt die Erinnerung
1974: Ich hab die Liebe verspielt in Monte Carlo (D #10)
1974: So schön kann doch kein Mann sein (D #14)
1975: Ich bin kein Kind von Traurigkeit (D #43)
1975: Wie du mir, so ich dir
1976: Laß mich heute nicht allein (D #13)
1976: Happy End
1977: Bye, bye bel ami (D #34)
1977: Shake Me
1978: Mach mich nicht schwach (Rien qu’une femme)
1978: Von Hollywood träumen (No Hollywood Movie)
1979: Dann tanzt sie allein
- 1980–1989

1980: Mach das doch noch einmal mit mir (Do That to Me One More Time)
1980: Freu’ dich bloß nicht zu früh (Take that Look off Your Face, D #10)
1980: Die Frau, die dich liebt (Woman in Love, D #12)
1981: Ich lass’ dich nie mehr allein (Half the Way)
1981: Etwas ist geschehen (Something’s Gotten Hold of My Heart, D #28)
1982: Ungehemmt (Physical)
1982: Der Anruf (Er rief an)
1982: Ich bin stark
1982: Ich will alles (D #42)
1983: Tränen? – Vielleicht
1983: Lampenfieber (D #27)
1983: So liebst nur du
1984: Liebe – nein, danke!
1986: Aber Liebe ist es nicht
1987: Sonne & Mond
1988: Aufwärts
1988: Du tust mir so gut
1989: Mac Arthur Park (Alle Träume, die wir hatten) (MacArthur Park)
- seit 1990

1993: Hör bitte auf (Stop!)
1993: Bis später
1993: Eiskalt
2004: Tanz der Welt
2005: Sturmkind
2005: Frühling
2010: Die Frau, die dich liebt (Version 2010)
2011: Mit jedem Abschied fängt was an
2011: Salz in der Luft

## Filmografia
- 1956 – Den kloge mand
- 1961 – Ullabella
- 1962 – Han, Hun, Dirch og Dario
- 1962 – Prinsesse for en dag
- 1962 – Midsommerdrøm i fattighuset (TV-film)
- 1964 – Jetzt dreht die Welt sich nur um dich
- 1964 – Liebesgrüße aus Tirol
- 1965 – ...und sowas muß um 8 ins Bett
- 1965 – Rendezvous mit Jo (TV-film)
- 1965 – So schön wie heut... (TV-film)
- 1966 – Dýmky
- 1967 – Den röda kappan
- 1968 – Karussell (TV-film)
- 1975 – Großes Glück zu kleinen Preisen (TV-film)
- 1979 – Noch 'ne Oper (TV-film)
- 1980 – Ein kleines Glück auf allen Wegen (TV-film)
- 2003 – Baltic Storm
- 2010 – Stilbruch (TV-serie)
- 2010–13 – Volle Kanne (TV-serie)